# Jean-Jacques Charron
Pour les articles homonymes, voir Charron.
Jean-Jacques Charon, marquis de Menars, né le 3 novembre 1643, et mort le 16 mars 1718 au château de Menars, est un magistrat et administrateur français.

## Biographie
Jean-Jacques Charron était le fils de Jacques II Charon — seigneur de Noizieux, échevin de Blois (1637-1638), intendant des levées et turcies (par provision de l'année 1640), conseiller d'État (par brevet du 25 juin 1643), grand bailli d'épée et gouverneur de Blois (1661) — et de Marie Begon. Il est le neveu de Guillaume II Charon, comte de Menars, trésorier général de l'extraordinaire des guerres. Il est le frère de Marie Charon (1630-87), devenue la femme de Colbert en 1648.
Jean-Jacques Charon est reçu, en décembre 1665, conseiller au parlement de Paris dans la quatrième chambre des enquêtes, puis maître des requêtes, le 17 février 1674. En 1672, il est nommé surintendant de la Maison de la Reine. 
De février 1674 à janvier 1681, il est intendant d'Orléans, puis du 1er janvier 1681 à 1690, intendant de Paris. Le 12 janvier 1691, il est reçu président à mortier du parlement de Paris. 
Grand bibliophile, il acquiert vers 1679 la collection des de Thou qu'il vend au cardinal de Rohan. Le reste de sa très riche bibliothèque est vendue à La Haye après sa mort.
Sa terre de Menars est érigée en marquisat par lettres patentes faites à Versailles au mois de septembre 1676, enregistrée au parlement le 5 décembre 1676 et en la chambre des comptes le 11 mars 1677,.
Il décède le 16 mars 1718 à Menars, à une dizaine de kilomètres de Blois,. C'était, dit Saint-Simon, une très belle figure d'homme et un fort bonhomme aussi, peu capable, mais plein d'honneur, de probité et de dignité, et modeste, prodigue dans un président à mortier.
Il épouse Françoise de La Grange-Trianon (1652-1729), sœur d'Anne de La Grange-Trianon (épouse de Louis de Buade de Frontenac). De leur union naissent plusieurs enfants :
- Michel Jean Baptiste Charron de Menars (1674-1739), brigadier des armées du Roi, gouverneur du château de Blois et capitaine des chasses du comté de Blois qui épouse 1° en 1705 Marie Charlotte de Saligné de La Chèze ; 2° Anne Charlotte de Castera de la Rivière
- Madeleine Elisabeth Françoise Charron de Menars (1675- 20 septembre 1706 à 31 ans[18]) épouse en 1703 Dreux Augustin Dugué (+ 1752 à 78 ans), maître des requêtes de l'hôtel[19]